# Det sjunde korset
Det sjunde korset (engelska: The Seventh Cross) är en amerikansk dramafilm från 1944 i regi av Fred Zinnemann. Det är en filmatisering av Anna Seghers bok Das siebte Kreuz från 1941. Filmen skiljer sig på vissa punkter från boken. I boken är huvudpersonen George Heisler uttryckligen kommunist, medan hans politiska hemvist i filmen bara antyds. I huvudrollerna ses Spencer Tracy, Signe Hasso, Hume Cronyn, Jessica Tandy, Agnes Moorehead, Herbert Rudley och Felix Bressart.

## Handling
George Heisler rymmer tillsammans med sex andra män från ett tyskt koncentrationsläger 1936. George är en desillusionerad man, men får sakta hoppet om mänskligheten tillbaka tack vare de personer som väljer att hjälpa honom.

## Rollista i urval
- Spencer Tracy - George Heisler
- Signe Hasso - Toni
- Hume Cronyn - Paul Roeder
- Jessica Tandy - Liesel Roeder
- Agnes Moorehead - Madame Marelli
- Herbert Rudley - Franz Marnet
- Felix Bressart - Poldi Schlamm
- Ray Collins - Ernst Wallau / berättare
- Alexander Granach - Zillich
- Katherine Locke - Frau Hedy Sauer
- George Macready - Bruno Sauer
- Paul Guilfoyle - Fiedler
- Steven Geray - Dr. Loewenstein
- Kurt Katch - Leo Hermann
- Kaaren Verne - Leni
- Konstantin Shayne - Fuellgrabe
- George Suzanne - Bellani
- John Wengraf - Overkamp
- George Zucco - Fahrenburg
- Steven Muller - Hellwig
- Eily Malyon - Fraulein Bachmann